# UTC+4:51
UTC+4:51 е часовото време използвано в Бомбай до 1955 г., когато се налага употребата на индийското стандартно време (UTC+5:30).